# Fàbrica Pere de Carme
La Fàbrica Pere de Carme és una obra modernista d'Igualada (Anoia) inclosa a l'Inventari del Patrimoni Arquitectònic de Catalunya.

## Descripció
Adoberia formada per tres naus rectangulars amb coberta a dues vessants de teula àrab. De línies senzilles. La façana de cada nau té tres obertures emmarcades amb maó de clares línies modernistes. El sòcol i una motllura de maó a mitja alçada que uneix les diferents obertures dona unitat al conjunt. La façana està coronada per una senzilla cornisa que ajuda a donar sensació d'unitat al conjunt.